# Росси, Игнатий Петрович
Игнатий Петрович Россий (также Росси и де Росси; 17 (28) января 1765 — 10 ноября 1814) — российский командир эпохи наполеоновских войн, генерал-майор Русской императорской армии.

## Биография
Игнатий де Росси (или как его иногда именуют «на латинский манер» Россий) родился 17 (28) января 1765 года в Санкт-Петербурге; из российского рода потомков миланских дворян. Его дед, Иван Яковлевич, вызванный в Россию при Петре I, был строителем дворцов и других зданий, а отец участвовал в Семилетней войне, был ранен и, дослужившись до чина полковника, умер в 1770-х годах.
В семилетнем возрасте Игнатий Росси был определён в Артиллерийский и инженерный шляхетский кадетский корпус откуда, 4 марта 1780 года подпоручиком был направлен в Нарвский пехотный полк; 20 апреля 1783 года был произведён в поручики, а 1 января 1786 года — в капитаны, с переводом во вновь сформированный Софийский пехотный полк. С этим полком он поступил, в 1789 году, на гребной флот вице-адмирала принца Нассау-Зигена и в ходе русско-шведской войны 1788—1790 гг. находился с ним в сражениях близ Роченсальма, за что был награждён чином секунд-майора, затем участвовал в преследовании шведов сухопутным путём за границу; 10 марта 1800 года был произведён в полковники.
13 июля 1805 года был утверждён шефом Волынского пехотного полка и с этим полком во время Войны третьей коалиции был направлен в Австрию в помощь войскам Михаила Кутузова, но, вследствие скорого прекращения военных действий, в сражениях не участвовал.
В ходе Войны четвёртой антинаполеоновской коалиции сражался с французами в битве при Пултуске, баталии под Гейльсбергом и сражении близ Фридланда. Отличия, проявленные Росси на поле брани, были замечены командованием и принесли ему 12 декабря 1807 года чин генерал-майора.
С 1808 по 1811 год он командовал бригадою из Тобольского и Волынского пехотных полков, находившейся в 4-й пехотной дивизии принца Евгения Вюртембергского и принадлежавшей ко 2-му пехотному корпусу генерал-лейтенанта Багговута. В марте 1812 года этот корпус поступил в 1-ю западную армию Барклая-де-Толли.
После вторжения наполеоновской армии в Россию принял участие в сражении под Смоленском, а затем в Бородинской битве, где был тяжело ранен в голову и до окончания Отечественной войны 1812 года был на лечении. За Бородинское сражение был награждён орденом Святого Владимира 3-й степени.
Принял участие в заграничном походе, в ходе которого, несмотря на дававшую о себе знать контузию, участвовал в битве народов (орден Святой Анны 1-й степени), осаждал Магдебург (прусский орден Красного орла 2-й степени) и Гамбург (золотая шпага, украшенная алмазами и надписью «За храбрость»).
Вернувшись в Россию, Росси испросил отпуск по болезни, так как очень страдал от головной боли ставшей следствием ранения полученного при Бородине. Последние месяцы жил в имении супруги в Курляндской губернии, где и скончался 10 (22) ноября 1814 года.

## Семья
Жена — баронесса Сесилия-Маргарита (Маргарита Ефимовна де Росси (урожденная Клевезаль); 20.12.1779—13.01.1851), старшая сестра Н.Е. Клевезаля. Их сыновья: генерал-лейтенанты Фёдор (20.03.1799—03.06.1887) и Пётр (16.03.1809—23.12.1875).